# 羅茲基什涅 (希里亞葉韋區)
47°10′46″N 30°13′32″E / 47.17944°N 30.22556°E
羅茲基什內（烏克蘭語：Розкішне）是位於烏克蘭西南部的村莊，由敖德萨州贝雷济夫卡区的新卡利切韋市鎮負責管轄。該村始建於1965年，面積1.44平方公里，海拔高度31米，2001年人口317，人口密度每平方公里220.14人。